# Wilhelmine av Baden
Wilhelmine av Baden, född den 10 september 1788, död den 27 januari 1836, var storhertiginna av Hessen som gift med Ludvig II av Hessen-Darmstadt.

## Biografi
Wilhelmine var dotter till Karl Ludvig av Baden och Amalia av Hessen-Darmstadt. Hon gifte sig 1804 med sin kusin Ludvig II av Hessen-Darmstadt.
Wilhelmine separerade från maken efter att hennes andra barn fötts år 1809. Hon levde efter 1820 i Schloss Heiligenberg med sin älskare hovmannen August von Senarclens de Grancy, som troligen var far till hennes yngre barn. Alla hennes sju barn var dock officiellt hennes mans. Maken besteg tronen 1830. 
Barn:
1. Ludvig III av Hessen-Darmstadt (1806–1877)
2. Karl av Hessen-Darmstadt (1809–1877), gift med Elisabeth av Preussen (1815–1885)
3. Amalia Elisabeth Luise Karoline Friederike Wilhelmine av Hesse-Darmstadt (1821–1826)
4. Alexander av Hessen-Darmstadt (1823–1888), morganatiskt gift med Julia von Haucke (senare prinsessa av Battenberg)
5. Maria Alexandrovna (Marie av Hessen) (1824–1880), gift med tsar Alexander II av Ryssland

Wilhelmine var svägerska till både ryske tsaren Alexander I och kung Gustav IV Adolf av Sverige, genom att två av hennes äldre systrar, nämligen Louise (1779-1826) respektive Fredrika (1781-1826) var gifta med de båda monarkerna.